# 502

Romeins-Perzische grens (6e eeuw)

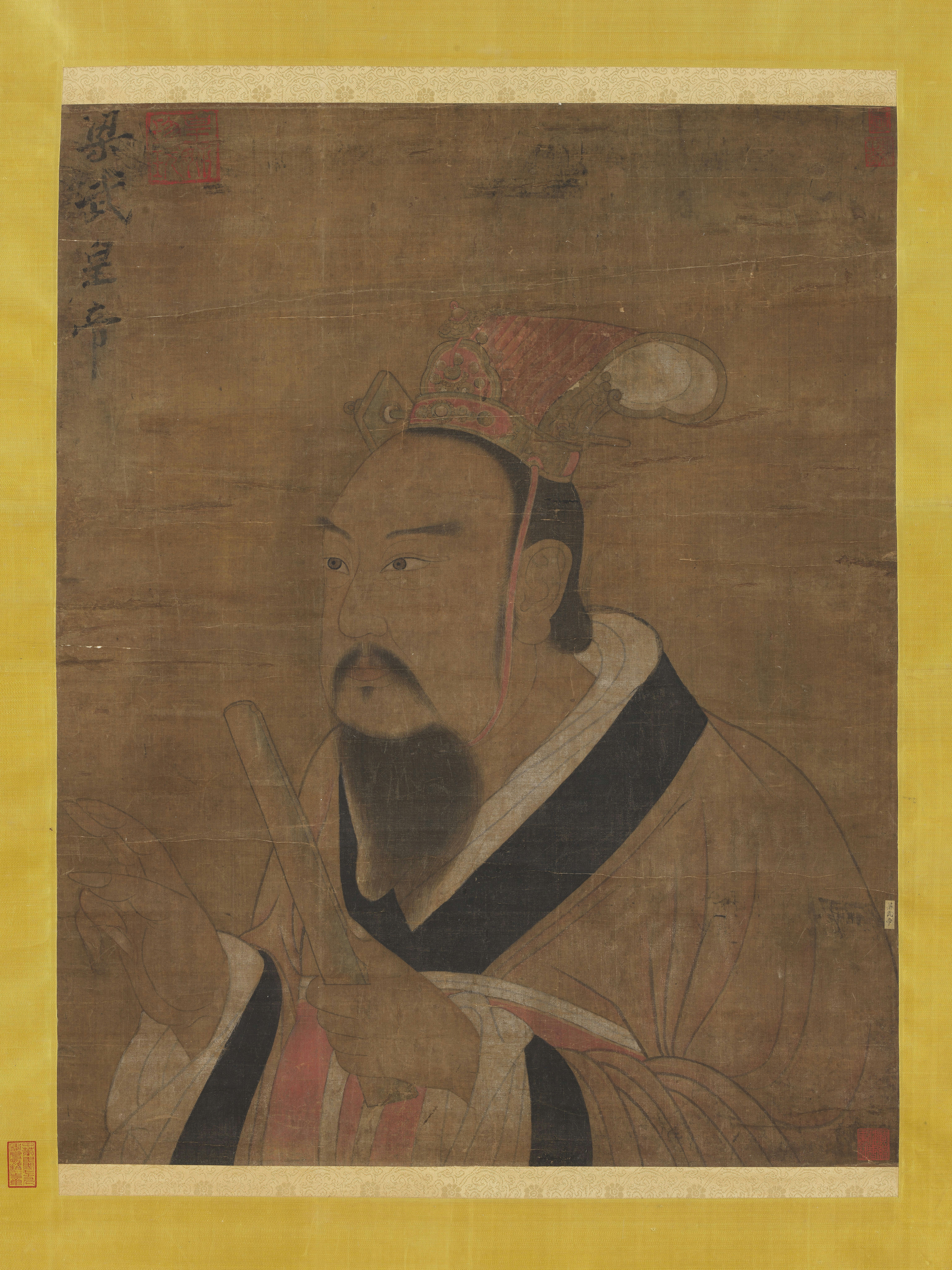
Keizer Wu Di (502-549)

Het jaar 502 is het 2e jaar in de 6e eeuw volgens de christelijke jaartelling.

## Gebeurtenissen

### Klein-Azië
- Keizer Anastasius I weigert mee te betalen voor de fortificatie van de Darjalkloof (Iberische Poorten), een kloof die wordt gebruikt als handelsroute. Hierdoor breekt er een oorlog uit met Perzië. Koning Kavad I valt Armenië binnen en verovert Theodosiopolis (huidige Turkije).
- Winter - Kavad I belegert en plundert de vestingstad Amida in Noord-Mesopotamië. De inwoners slaan, zonder steun van het Byzantijnse leger, drie maanden de Perzische aanvallen af. Anastasios I voert een tegenoffensief langs de Eufraat en herovert Theodosiopolis.

### Europa
- Koning Clovis I lijft de streek Zwaben na enige weerstand van de Alamannen in bij het Frankische Rijk. Enkele gebieden in de Elzas, ten oosten van Zwitserland, komen onder bescherming van de Ostrogoten.
- Koning Gundobad laat in Lyon het Bourgondische recht (Lex Burgundionum) op schrift stellen. In het wetboek wordt de Gallo-Romeinse bevolking en de Bourgondiërs voor de wet gelijkgesteld. (waarschijnlijke datum)
- Caesarius volgt zijn oom Eon op als aartsbisschop van Arles (Zuid-Frankrijk). Hij introduceert religieuze hervormingen en sticht verschillende kloosters.

### China
- Xiao Yan sticht de Liang Dynastie (502-557) en vestigt zijn residentie in Nanking. Hij dwingt zijn vroegere bondgenoten, de Zuidelijke Qi, tot overgave. Xiao Yan (Wu Di) bestijgt als keizer de troon van het Chinese Keizerrijk.

## Geboren
- Amalarik, koning van de Visigoten (overleden 531)
- Clothilde, dochter van Clovis I (waarschijnlijke datum)

## Overleden
- 17 augustus - Eon, aartsbisschop van Arles
- Genoveva van Parijs (80), Frans patroonheilige
- Vachtang I, koning van Iberië (huidige Georgië) (waarschijnlijke datum)